# El Pueblito (Catamarca)
El Pueblito es una localidad del departamento Tinogasta, en el oeste de la provincia argentina de Catamarca. Constituye una comuna del municipio de Tinogasta.

## Geografía

### Población
Cuenta con 58 habitantes (Indec, 2010), lo que representa un descenso del 56% frente a los 133 habitantes (Indec, 2001) del censo anterior.
| Gráfica de evolución demográfica de El Pueblito entre 1991 y 2010 |
|                                                                   |
| Fuente: Censos nacionales del INDEC                               |